# Station La Ferté-sous-Jouarre
Station La Ferté-sous-Jouarre is een spoorwegstation aan de spoorlijn Noisy-le-Sec - Strasbourg-Ville. Het ligt in de Franse gemeente La Ferté-sous-Jouarre gelegen in het Franse departement Seine-et-Marne (Île-de-France).

## Geschiedenis
Het station werd op 26 augustus 1849 geopend door de compagnie des chemins de fer de l'Est bij de opening van de sectie Meaux - Épernay. Sinds zijn oprichting is het eigendom van de Société nationale des chemins de fer français (SNCF). Op 15 juli 1918 werd de stad gebombardeerd door de Duitsers en vielen er twee bommen op het stationsgebouw. Vijf mensen kwamen om, onder wie de stationschef.

## Ligging
Het station ligt op kilometerpunt 65,154 van de spoorlijn Noisy-le-Sec - Strasbourg-Ville.

## Diensten
Het station wordt aangedaan door treinen van Transilien lijn P, tussen Parijs en Château-Thierry.

## Vorig en volgend station
| Richting  | Vorig station      | Lijn    | Volgend station | Richting        |
| --------- | ------------------ | ------- | --------------- | --------------- |
| Paris-Est | Changis-Saint-Jean | Trans P | Nanteuil-Saâcy  | Château-Thierry |